# Juva (Verwaltungsgemeinschaft)

Lage der ehemaligen Verwaltungsgemeinschaft Juva in Finnland

Die Verwaltungsgemeinschaft Juva (finnisch Juvan seutukunta) ist eine ehemalige Verwaltungsgemeinschaft (seutukunta) der finnischen Landschaft Südsavo. Zu ihr gehörten die folgenden vier Städte und Gemeinden:
- Joroinen
- Juva
- Puumala
- Rantasalmi

Ende 2008 wurde die Verwaltungsgemeinschaft Juva aufgelöst. Die Gemeinden Joroinen, Juva und Rantasalmi schlossen sich der Verwaltungsgemeinschaft Pieksämäki, die Gemeinde Puumala der Verwaltungsgemeinschaft Mikkeli an.